# نوبل ام۱۰
نوبل ام۱۰ (Noble M۱۰) خودرویی است که در سال‌های ۱۹۹۹تولید شده‌است.
این خودرو در کلاس خودرو اسپورت قرار گرفته، طراحی آن موتور وسط و توزیع نیروی پیشران بوده است. سیستم جعبه‌دندهٔ آن ۶ دنده به صورت دستی است.